# 차일혁
차일혁(車一赫, 차갑수(호적상 이름), 차용철(족보상 이름), 이강(李剛, 금강산에 몸을 숨겼을 때 호적이 없는 것처럼 꾸며 장인이 새로 지어준 이름. 중국 중앙군관학교 시절까지 사용), 차철과 차용철, 주충홍(車燕,-,주충홍, 중국에서 지하활동을 할 때 사용), 차리혁(車利革, 해방 후 지강 선생을 따라다닐 때 이름）.  1920년 8월 20일(음력 7월 7일) ~ 1958년 8월 9일)은 한국의 독립운동가 출신으로 대한민국의 경찰관이다.

## 출생과 학생 시기
차일혁은 8월 20일 김제군 금산면에서 태어났다. 그의 출생일은 7월 2일로 알려져 있기도 하다.
차일혁은 1935년 15세 때 홍성공업전수학교(현 국립한밭대학교)에 입학하고 그 다음해 인생의 일대 전환기를 맞이한다. 1936년 홍성공업전수학교 2학년이던 차일혁은 학교를 그만두고 일제 경찰에 쫓기는 신세가 되었다. 조선인을 붙잡아가는 일본 형사를 때리면서 수배를 받았기 때문이다. 조선인이 학생들에게 독립의식을 일깨우는 교사였다는 이야기도 있고, 일제에 욕을 한 같은 학교 동기생이라는 이야기도 있다.

### 독립운동
차일혁은 학교에도 가지 못한 채 도피생활을 하다가 정읍 본가에 잠시 들렀는데, 상주해 있던 정읍경찰서 형사들에게 붙잡혔다. 하지만 그는 압송되던 중 탈주에 성공하였다. 이후 차일혁은 전주 송광사와 대원사에서 숨어 있다가 고향에서 멀리 떨어진 금강산 신계사(神溪寺)에 피신하였다. 이곳에서 결혼한 차일혁은 처가의 권유로 1936년 말 중국 상해의 금융회사에서 일을 하게 되었다.
1937년 17세에 그는 중국에서 운명을 결정짓는 스승을 만난다. 그가 지강(池江) 김성수(金聖壽)이다. 1900년생인 김지강은 고향인 경남 밀양에서 3·1독립만세운동에 주동자로 참여했다가 일본 경찰에 쫓기는 신세가 되자 중국으로 건너와 독립운동에 투신하게 됐다. 김지강은  차일혁에게 모든 것을 그만두고 항일운동에 투신할 것을 권유했다. 차일혁은 다니던 금융회사를 과감하게 그만두고 가족과 연락을 끊고 종적을 감춘 채 항일운동에 뛰어들었다. 차일혁은 김지강을 따라다니며 남화한인청년연맹에서 활동하던 사람들과 친분을 쌓았다. 이때부터 김지강은 차일혁에게 스승이자 부모였다. 김지강의 활동영역은 넓었다. 만주에서 김좌진 장군과도 교분을 나누고 있었고, 의열단과 남화한인청년연맹 일도 하며, 일본군과 친일파 처단에도 그 누구보다 열성적으로 참여하는 행동파 독립투사였다.
1937년 김지강은 일본헌병에 체포돼 해주와 서대문 형무소에서 무기수로 복역하다가 해방이 되어 풀려났다. 차일혁은 김지강이 체포된 후 그와 헤어져 상해일대에서 한국전지공작대로 활동했다.
1940년 20세 2월에 본격적인 항일 무장투쟁을 위해 중국 중앙군관학교 황포분교에 입학하고 7월에 졸업했다. 이곳에서 군사 지식과 전술을 배워 졸업과 함께 7월에 중앙군 제1전구 32사단의 중국 포병장교, 정치 장교 등의 자격으로 항일전쟁에서 일본군과 전투를 벌였다.
1942년 22세에 중앙군 제1전구 제32사단 포병중대장으로 일본군과 싸웠다. 그 후 김원봉이 창설한 조선의용대에서 활동하면서 아나키스트로 활동했다. 조선의용대에서 차일혁은 차철(車轍)과 차용철(車鏞徹)이란 이름으로 활동했다. 2월부터 일본군은 태항산 일대를 포위하고 대대적인 공격을 감행하였으며, 조선의용대는 이에 맞서 전투를 벌였다. 이때 동원된 일본군의 병력은  20개 사단 약 40만 명을 투입하였는데 전차와 항공기까지 동원하였다.
차일혁은 조선의용대에서 모택동의 팔로군과 함께 작전을 하며 전투를 지휘하였으며 일본군이 포위한 태항산 일대를 중국 팔로군 포병사령관인 무정(武亭)과 함께 전투하여 등소평을 포함한 중국 팔로군 지휘부를 위기에서 벗어나게 하는 데 큰 역할을 했다. 이때 차일혁은 모택동식 전법인 유격전을 접하고, 포병 전술을 익혔다. 차일혁의 포병 전술은 중공군 포병사령관이었던 무정(武亭)으로부터 배운 것이다. 포병운용전술은 후에 빨치산 토벌작전에서 매우 유용하게 활용되었다.
모택동은 장개석 국민당 정부군보다 무기도 열악하고 병력이 뒤떨어졌으나, 민심을 얻은 유격전에서 이겨 중국 대륙을 차지했다. 차일혁은 이런 모택동의 유격전 원칙을 철저히 지켰다. 이런 경험을 통해 지리산에 숨어있던 빨치산들의 유격전을 잘 알고 있어 주민들을 빨치산으로부터 분리시키고, 그들의 유격전을 역으로 이용하여 토벌할 수 있었다. 빨치산으로부터 매수된 주민의 거짓정보로 큰 피해를 봤을 때도 주민에게 복수하지 않고 민심을 얻었다.

## 광복 이후 활동
1945년 광복 이후 남한 정국은 좌우 이념 대립의 갈등과 혼란이 난무하는 상황이었다.  친일세력과 잔류한 일부 일본관료들은 미군정하에서 활동하였다. 일본군사령관은 미 24군단장에게 1945년 9월 1일 편지를 써 조선인들 사이에는 공산주의자와 독립 선동가들이 설치고 있어 평화와 질서를 해칠 수 있어 이들을 제어해야 한다고 주장했고, 9월 9일 서울에 입성한 미군은 조선총독부 건물에서 조선총독부 출신 관리들을 거느리고 군정을 시작했다.
이 무렵 다른 조선의용군은 북한으로 대부분 갔지만, 차일혁은 9월 9년 만에 육로를 통해 고국으로 돌아왔다. 그는 스승인 지강 김성수와 자유사회건설자연맹에 가입하였다. 자유사회건설자연맹은 좌익들의 교란에 대비하여 독립 한국의 내일을 준비하자는 취지를 가지고 설립되었다. 항일운동을 하다 해방 후 석방된 김지강과 함께 그는 차리혁(車利革)이란 이름으로 활동하면서 잔류한 일본관료들을 처단해나갔다. 서울에 있던 일본관료에는 일제 고등경찰 사이가 시치로, 쓰보이, 하라다 등이 있었다.
차일혁은 명사수로 권총 3자루를 구해 밖에 나갈 때에는 늘 들고 나갔다. 차일혁은 공형기와 함께 일제 경찰들을 권총으로 사살하는 임무를 맡았다. 사이가는 독립운동가와 사상범들을 야만적으로 고문해 악명을 떨쳤던 인물이다. 행정구역상 서울이 경기도에 속했던 시절이므로 서울을 포함한 경기도의 중요 사상 관련 사건은 대부분 사이가의 손을 거쳤다. 일본으로 피신했다 돌아온 사이가는 해방 이후에도 당시에 우후죽순처럼 새로 생기는 각종 조직을 사찰하고 다니면서 우리나라의 독립을 방해하였다.
1945년 11월 2일 어둠이 깔리기 시작한 저녁 6시30분, 사이가는 서울 원남동 124번지 자택 근처 우체국 건너편 노상에서 권총 두 발을 맞고 죽었다. 11월 9일 저녁 6시경, 지금의 서울 저동 사거리에 있던 자유신문사 2층에 이규창, 방우용 등 몇 사람이 모여 있었다. 이 자리에 차일혁 (당시 가명: 김혁, 차리혁)도 같이 있었을 것으로 추정된다. 방우용은 백주에 시내 거리를 활보하는 악질 하라다에게 총격을 가했다.
이후 11월 14일 오전 11시 40분 경, 독립운동가들을 무수히 잡아 갔던 전 총독부 상해 특파원 쓰보이가 백병원에 있는 하라다에게 문병을 가던 중, 이들에게 발견되어 저격 당했다. 쓰보이와 하라다는 독립투사들을 주로 검거했던 악질경찰이었다.
차일혁을 포함한 이들의 의거로 일제 강점기 조선총독부 핵심 잔존세력인 경찰핵심부가 처단되거나 일본으로 귀국했다. 나머지 세력도 우리나라를 포기하고 일본으로 돌아갔다.

#### 전주에서 치안대장이 되다
1946년 26세에 일본 고등경찰 암살로 수배를 받던 중 전주로 내려갔다. 전주에서 차리혁(車利革) 이란 이름을 차일혁( 車一革)으로 바꿨다. 전주에서 삼성제사공장에 취업하여 경비(警備)주임으로 근무하면서, 공장파업을 유도하는 남로당원들과 대립하는 가운데 공장시설을 보호하였고 노무과장으로 있으면서 회사 내에 침투한 남로당 계열을 척결하였다.
1947년 27세 2월 5일 전라북도 노자（勞資）협회 이사가 되었다. 1948년 8월 15일 대한민국 정부 수립으로 ＜정부조직법〉이 제정•공포되고, 이 법에 따라 국방부가 설치되었고 호국군에 대한 규정을 두었다. 1949년 2월 차일혁은 우리나라 최초의 예비군인 호국 103연대 대장이 되었고，광복군 출신 경력을 인정받아 대대장으로 특별 채용되었다. 12월에 징병제가 실시되면서 오늘날 향토예비군과 같은 호국군(護國軍)이 폐지되고 청년방위군(靑年防衛軍)이 새롭게 조직되었는데, 차일혁은 전주시 중앙동에 본부를 둔 15청년방위대 총무처장에 선임되어 대원들과 유사시의 사태에 대비하는 훈련을 했다. 청년방위대는 시설과 장비가 절대적으로 부족했다. 복장도 통일되지 않은 대원들과 목총으로 훈련을 쌓아나갔다.
1950년 30세, 1월 19일 방위훈련학교 1기 고급간부후보로 졸업했다.  6.25전쟁 이 일어나자 당시 남한은 전쟁에 대한 사전 대비가 전혀 없었기 때문에 북한군은 순식간에 전북까지 밀고 내려왔다(7월 17일 강경 방어선, 19일 이리 함락). 이에 국군과 청년방위대는 후퇴를 하게 되었다. 이때 차일혁은 현역 육군 대위로 복귀하여 새로 재편되는 제7사단에 배치됐다. 이곳에서 육군 제7사단 직속의 국군유격대(북한군 동향 파악 및 심리전 전개 등 목적)를 편성하라는 작전명령을 받았다.
국군 제7사단이 재편되고 있을 때 북한군 제6사단이 충남 서해안으로 진출한 후 호남지역으로 진격했다. 전북지역의 빨치산들은 회문산에 도당사령부를 두고 산악지형으로 둘러싸인 정읍，임실，순창，복흥，쌍치 등에서 활동하며 후방치안을 위협했다.
차일혁은 고향인 전북을 사수하기 위해  대원들을 불러 모았다. 모두 후퇴한 상황에서 차일혁을 포함한 19명의 대원들은 유격대를 조직하여 빈약한 장비를 가지고 북한군이 점령한 전주와 임실에서 경각산에 토굴을 파고 숨어지내며 ‘옹골연 유격대’를 조직해 인민군 보급차량을 습격하는 등 인천상륙작전 이후 전북지역을 되찾을 때까지 게릴라 활동을 하였다.
9월 28일,  전북지역이 유엔군의 제2사단에 의해 수복되자 차일혁은 임시로 전주시 치안대장에 임명되었다. 10월 1일 북상한 국군과 합류하여 임시로 유엔군 2사단 전주 치안대장으로 복무하였으나 유격대 활동 과정에서 입은 한쪽 팔의 부상으로 부득이 제대하였다. 10월 26일까지 정읍경찰서 수복작전에 참가하였으며 10월 27일부터 11월 27일까지 고창경찰서 수복작전에 참가하였다.

## 제18전투경찰대대장(빨치산 토벌대장)이 되다
인천상륙작전 이후 낙동강전선에서 미처 북으로 도망가지 못한 북한군 패잔병과 남한점령지역에서 활동하던 지방공비들은 지리산을 근거지로 유격전을 펼치며 빨치산을 조직해 본격적으로 활동을 하게 되었다.  이들은 삐라를 살포하고 차량과 파출소 등을 습격하였다. 빨치산들은 그들이 장악한 지역에 이른바 ‘인민공화국 체제’를 모방한 통제기구를 설치하고，대한민국 치안이 미치지 못하는 ‘해방구(解放區)’를 만들어 게릴라 활동의 군사기지로 이용하였다. 이에 국군과 함께 이들을 토벌하기 위한 전투경찰대(戰鬪警察隊)의 필요성이 대두되었다. 전북도경(전라북도 경찰국)에서도 전투경찰대의 신설을 위해 인재를 모집하고 중국 항일전선 당시의 동지였던 최석용(崔錫傭) 전북지구 전투사령관 등의 권유로 경찰이 되기로 결심하였다. 인천상륙작전 이후 북한군이 점령했던 전북지역으로 제11사단 제13연대가 들어오고, 제18전투경찰대대가 창설되자 대대장이 되어 경감 직책으로서 경찰이 되었다.
12월 15일 경상도 경찰간부학교에서 갓 졸업한 김근수, 이진찬，조명제, 이원배 경위와 전쟁 초기 인민군과의 실전 경험이 있는 박기락，이기린 경사 등 50명을 새로 배속받아 200여 명의 대원을 확보하고 김의택 도경국장，김가전 전북지사, 이우식 법원장 등의 지방유지들이 참석한 가운데 18대대 창설식을 가졌다. 우희갑, 김진구 등 호국군 출신 부하들을 중대장에 임명하고 정동렬 경위를 중화기 대장에 임명하여 어느 정도 전투대열을 갖추었다. 제18전투경찰대대는 후방을 교란하고 있는 이들 빨치산을 토벌하는 것이 주요 임무였다.
그는 제18전투경찰대대에서 군인들을 적지적소에 적합하게  배치하였다. 전투를 할 수 있는 자와 없는 자를 파악하여 담력과 운동성이 뛰어난 자와 행원담력은 약하나 행정능력을 갖춘 자로 구분하여 전투편성을 하였고，전투요원 중 정예요원으로 척후정찰대를 편성하여 빨치산의 동정을 탐지하여 이에 대한 대책을 세운 뒤 작전을 실시했다. 또한 인민군으로부터 부모를 잃은 17~18세 청소년으로 구성된 대대를 만들어 신라 화랑에서 이름을 따와 '화랑소대'라 이름을 붙이고 실전경험이 풍부한 이한섭에게 통설하도록 맡기고, 화랑의 강한 정신을 심어주어 제18전투경찰대대의 핵심 전력으로 육성하였다. 이들은 빨치산 토벌에서 몸을 사리지 않고 임무를 완수했다.
당시 차일혁 대대장이 토벌해야 했던 빨치산 숫자는 국군의 정규군 2개 군단과 맞먹는 6만 명에 달했다. 빨치산들이 전북 지역에 몰려 있었던 것은 그 지역이 평야지대로 식량을 얻기 쉬웠기 때문이다. 지리산에는 빨치산의 총본산 격인 '남부군사령부'가 있었으며, 지리산-회문산-내장산-덕유산 등의 산악지대는 게릴라 활동에 최적의 조건을 갖추고 있었다. 차일혁은 빨치산 귀순자로 구성된 ‘수색대’를 편성하여 공비토벌에 활용하기도 하였다.

### 구이면 작전
1950년 12월 26일 ~ 12월 28일, 제18전투경찰대대의 첫 출전이 있었다. 일명 '구이면 작전'이다.  6.25전쟁이 일어나고 12월 16일 대한민국의 경찰은 전투경찰부대를 만들고 빨치산 토벌에 나섰지만 제대로 된 무기와 장비를 지원할 수 없었다. 차일혁은 12월 27일 빈약한 장비와 훈련이 부족한 대원들을 지휘하여 빨치산을 상대로 전투를 벌였다.
전북 완주군 구이면은 밤에는 인민공화국으로 변하는 등 항상 습격을 받고 있는 상황이었다. 차일혁을 비롯한 전투경찰대원들은 이 지역 산 속에 근거를 두고 있는 빨치산 부대를 공격하여 열악한 무기에도 불구하고 6시간 20분간의 교전 끝에 승리하였다. 차일혁은 전투 중에 빨치산들이 쏜 총알을 세어가며, 그들이 가지고 있는 총이 몇 정인지 정확히 알아맞혔다. 그 정도로 담력이 셌고, 전세를 읽는 판단력도 빠르고 정확했다. 지역 주민의 거짓 정보와 빨치산 전향자로부터 정보를 입수해 빨치산을 기습 공격하던 중 빨치산으로부터 공격을 받았으나 당황하지 않고 박격포를 쏘면서 공격하여 대승을 거두었다.
빨치산들 중 귀순한 정황이 인정되고, 전향의 의사가 보이면 귀순자로 처리하여 새로운 삶을 살도록 배려하였다.
차일혁은 주민 중 좌익에 동조하고 있다 할지라도 우리 편으로 흡수해야 한다는 생각을 가지고 있었다. 이에 따라 구이면 전투에서 생포한 5명의 빨치산을 죽이지 않고 귀순자로 처리하고 취사반에 배치하였다.
그는 빨치산을 부대원으로 편성하는 방법 등을 통해서 많은 희생을 줄이고 동시에 전투전력도 향상시켰다. 전투 이후 생포된 포로 등에 대해서는 포로들을 전향시키는 등 여러 노력들을 통해 그들의 인권을 보장해주고자 노력하였다. 

### 고창 작전
1951년 1 • 4후퇴로 서울을 중공군에게 다시 내어주고 아군은 남쪽으로 밀려났다. 이에 지리산에 결집된 빨치산들은 더욱 기세등등해졌다. 당시 고창은 도내에서 가장 위태로운 지역이었다.
3월 13일 밤. 1, 2, 3중대는 연화봉을 향하여 총공격을 개시. 아군의 화력과 사기에 밀려 빨치산은 물러나기 시작하였다.이에 차일혁은 특유의 기지를 발휘하여 부안면을 통하는 길을 제외한 삼면으로 공격해 들어가 빨치산들을 포위하였고 빨치산은 부안면 방면으로 도주하기 위해 장연강을 건너려 하였으나 물이 불어 건너지 못하였다. 애기봉 기슭에 있던 중회키부대와 부안면에 포진하였던 고창경찰서부대가 이들을 집중 공격하였으며 빨치산의 벼 700가마는 주민들에게 돌려주었다. 3월 30일 부대는 영암，도솔암，선운사 등을 지나 능선을 타고 계곡을 넘으며 일대 산악 소탕전을 벌여 빨치산들에게서 벗어난 주민들을 안심시키고 생업에 종사하도록 하였다. 상부에서 전과 확인을 위해 비인간적인 공비토벌 경쟁에 항의하자 이후 야만적인 전과 보고가 없어졌다.
고창 작전 당시 고창 선운사 인근에서 태어난 서정주는 선운사를 좋아했던 시인이다. 서정주는 당시 『전북일보』에 글을 기고했는데, 전북일보 김만석 기자에게 차일혁 장군이 선운사와 도솔암 등 우리의 천년사찰이 훼손당하지 않도록 해달라고 전해주기를 당부했다. 차일혁은 치열한 전투를 벌이며 결국 고창지역의 치안을 확보하게 되었다.

### 정읍 작전
1951년 4월 15일, 차일혁은 정읍여중에 지휘본부를 설치하였다. 정읍은 전북에서 농토가  기름지고 산림이 울창해 물자가 풍부한 곳으로 늘 빨치산에게 식량을 수탈당했다. 빨치산들은 산간부락을 기습한 것을 제외하고도 정주읍을 24회에 걸쳐 거의 매일같이 기습했다. 정읍은 전쟁이 시작되기 전부터 공비들의 출몰이 끊이지 않았다. 정읍은 낮에는 대한민국, 밤에는 인민공화국이라 할 정도로 빨치산이 활개를 치던 곳이다.
당시 빨치산 세력은 만만치 않았다. 백암부대（대장:박판쇠） 300명，왜가리부대（대장:박춘생, 전북도당 군사령관） 야社대（野山隊） 300명, 정읍 군당과 각 면당부대 300명, 기포병단 300명, 기타 300명，도합 1,500명가량의 빨치산들이 정읍에 인접한 산악지대에 포진하고 있었다.
이런 정읍에서 차일혁의 부대는 군경 합동작전에서 정문산，입암산，쌍치 등지의 공비들을 추격하여 8사단 작전지역으로 밀어붙이는 것이 임무였다. 정읍의 청년방위군들은 전쟁 이전부터 이곳의 치안을 맡아서 해왔고, 이들이 제공한 정보를 토대로 작전을 수행하였다. 정읍일대에서 작전을 수행하다 산중에서 백조가극단 의 가극 '눈 나리는 밤’ 을 공연했는데, 1998년 차일혁의 아들 차길진은 이때의 공연을 '눈물의 여왕'이라는 오페라로 만들었다.
이 작전으로 내장산과 백암산 등에 숨어 있던 빨치산들을 격퇴하여 사살 190명, 생포 62명을 비롯해 총기와 실탄 등을 압수했다. 작전을 수행하다 내장사 대웅전이 불에 탔는데, 아쉬운 점이다.

### 화엄사를 지켜내다
1951년 5월, 전라북도에 새로 주둔한 8사단(당시 사단장 최영희 준장)과 군경합동 회의 참석차 차일혁은 도계로 갔다. 회의에는 지리산 전투경찰대 사령관 신상묵을 비롯한 경찰 지휘관들과 최영희 사단장 및 8사단 참모들이 참석했다. 이 회의에서 빨치산들의 근거지가 될 만한 사찰을 불태우라는 지시가 내려졌다.

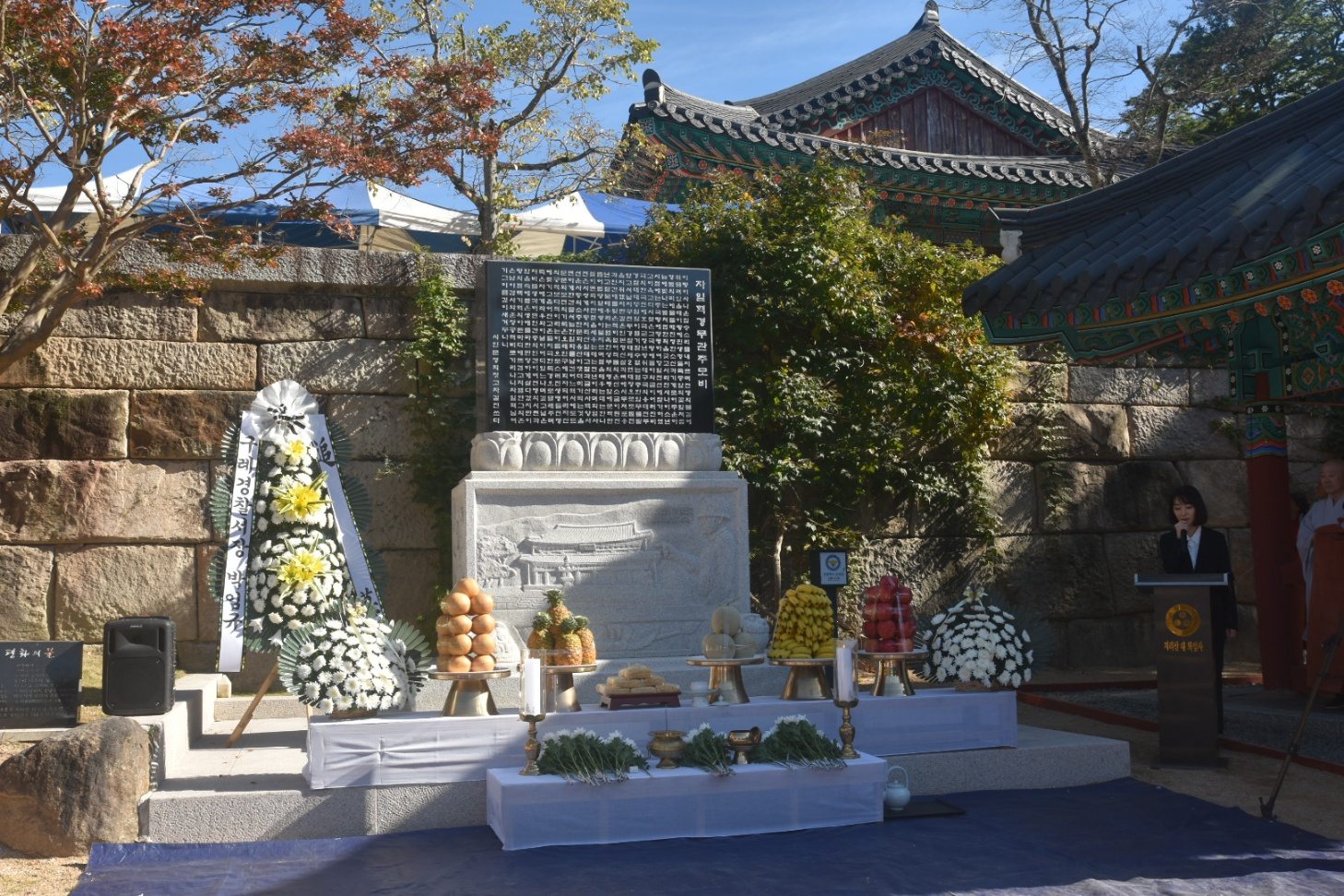
차일혁 경무관님의 손녀 차소영 이사가 화엄사 주최 추모식에서 감사 인사를 전하고 있다.

회의 후 따로 모인 전투경찰대 지휘관들은 화엄사 소각 명령에 대해 우려를 표했다. 수풀이 우거져 공비들의 근거지가 될 만한 사찰이나 암자를 소각하라는 지시는 작전상 당연한 것이었지만 모두들 난색을 표하였다. 화엄사 소재 지역은 8사단 방득윤 대대장이 관할하고 있었고, 명령도 방득윤 대대장에게 내려진 것이었다. 그러나 방득윤 대대장은 명령 수행 문제를 고민하고 있었고, 이를 알게 된 차일혁 18대대장은 방득윤 대대장에게 해결책을 제안했다. 차일혁은  "절을 태우는 데는 한나절이면 족하지만, 절을 세우는 데는 천년 이상의 세월로도 부족하다."라고 하며 문화재에 대한 소신과 우리 문화를 지켜내려는 철학을 밝혔다. 이에 화엄사 대웅전 등의 문짝을 떼어내어 문짝만 소각했다. 차일혁은 상부의 명령을 "공비들의 은신처를 없애고 관측과 사격을 용이하게 하자는 것"으로 이해했고, 문짝만 뜯어내어 소각해도 그 목적은 충분히 달성된다고 생각했던 것이다. 방득윤 대대장도 이에 동의했고, 이로써 화엄사는 전체 사찰이 소각될 위기에서 벗어날 수 있었다. 천은사, 쌍계사, 선운사 등 유명한 사찰 등 문화재들에 대한 폭격도 될 수 있는 대로 피했다.

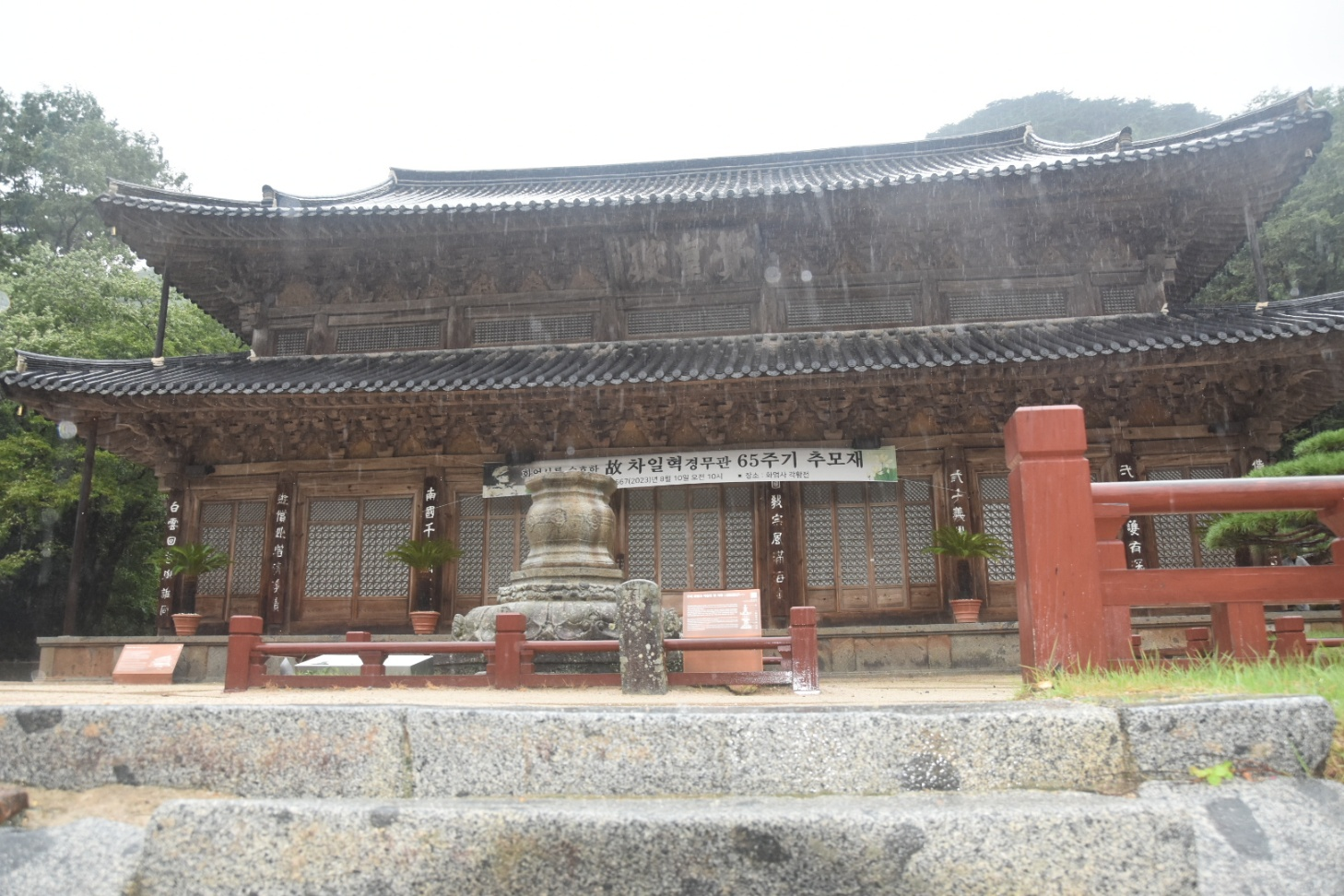
각황전에 65주기 차일혁 경무관님 추모재를 알리는 플래카드가 걸려 있다.

차일혁은 화엄사를 완전히 소각하지 않았다는 이유로 징계를 받고 봉급이 깎이는 감봉 처분을 받았다.
차일혁은 전주로 돌아와 그동안 밀린 서류들을 정리하던 중 각종 성금과 위문품이 강제로 거두어들인 것을 알고 주민들에게 돌려주었다. 1958년 조계종 초대종정 효봉 스님은 화엄사를 지켜낸 차일혁에게  감사장을 주었다. 전투경찰대 제2연대장으로 재직 중에는 전라남도 백양사·화엄사·천은사, 전라북도 선운사·금산사, 경상남도 쌍계사에서 전쟁의 화마로부터 소실될 위기에서 천년고찰을 지켜 낸 공로에 감사를 표현했다. 1998년 화엄사 경내에 차일혁 공적비가 세웠졌으며, 2022년 화엄사는 10월 화엄문화제를 주최하면서 차일혁 경무관 추모식을 거행했다. 지리산 대화엄사 주지 덕문 스님은 차일현 경무관 추모비 앞에서 추모식을 엄수했으며, 차일혁기념사업회에서도 유가족과 함께 기꺼이 참여하였다. http://www.newsrep.co.kr/news/articleView.html?idxno=247715]

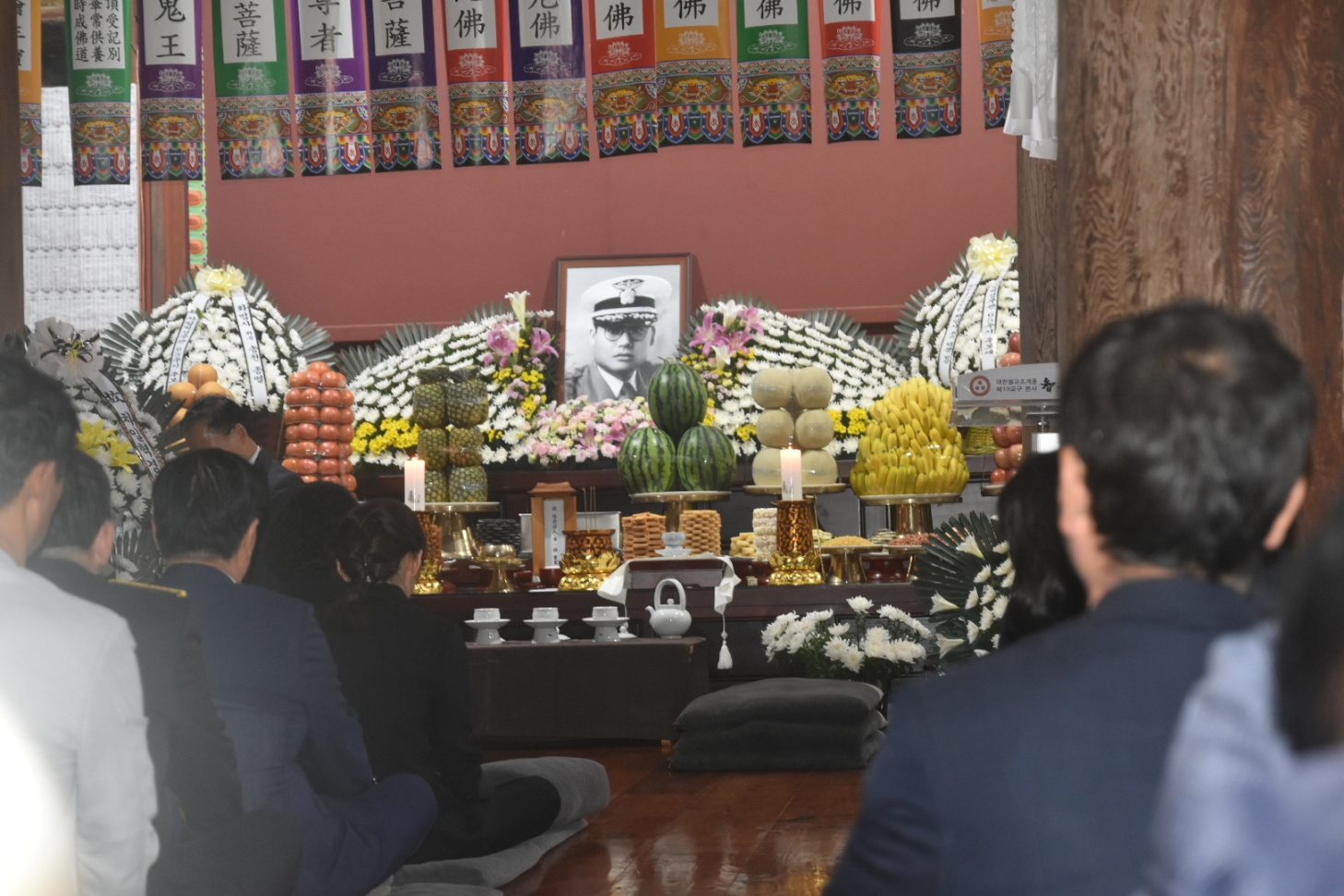
화엄사를 비롯해 구례군과 경찰관계자, 차일혁기념사업회 여러분이 추모다례재에 참석해 차일혁 경무관님을 기렸다.

화엄사는 2023년부터 각황전에서 차일혁 경무관 추모다례재를 드리고 있다. 화엄사 등 지리산 사찰을 지켜낸 차일혁 경무관을 사실상 중창조로 모시겠다는 뜻에서다.  전라남도경 청장, 구례 군수, 경우회 회장, 경찰분들이 함께했고, 차일혁기념사업회 대표 차소영님과 회원들이 화엄사의 식순에 맞추어 고인을 추모하였다. 차일혁기념사업회 대표인 차소영 이사는 오늘날 대한민국이 존재하는 것은 6.25전쟁 당시 고 차일혁 경무관님뿐만 아니라, 뜻을 같이하는 무명의 수많은 호국영령들이 목숨을 바쳐 희생하셨기 때문이라고 밝혔다. 

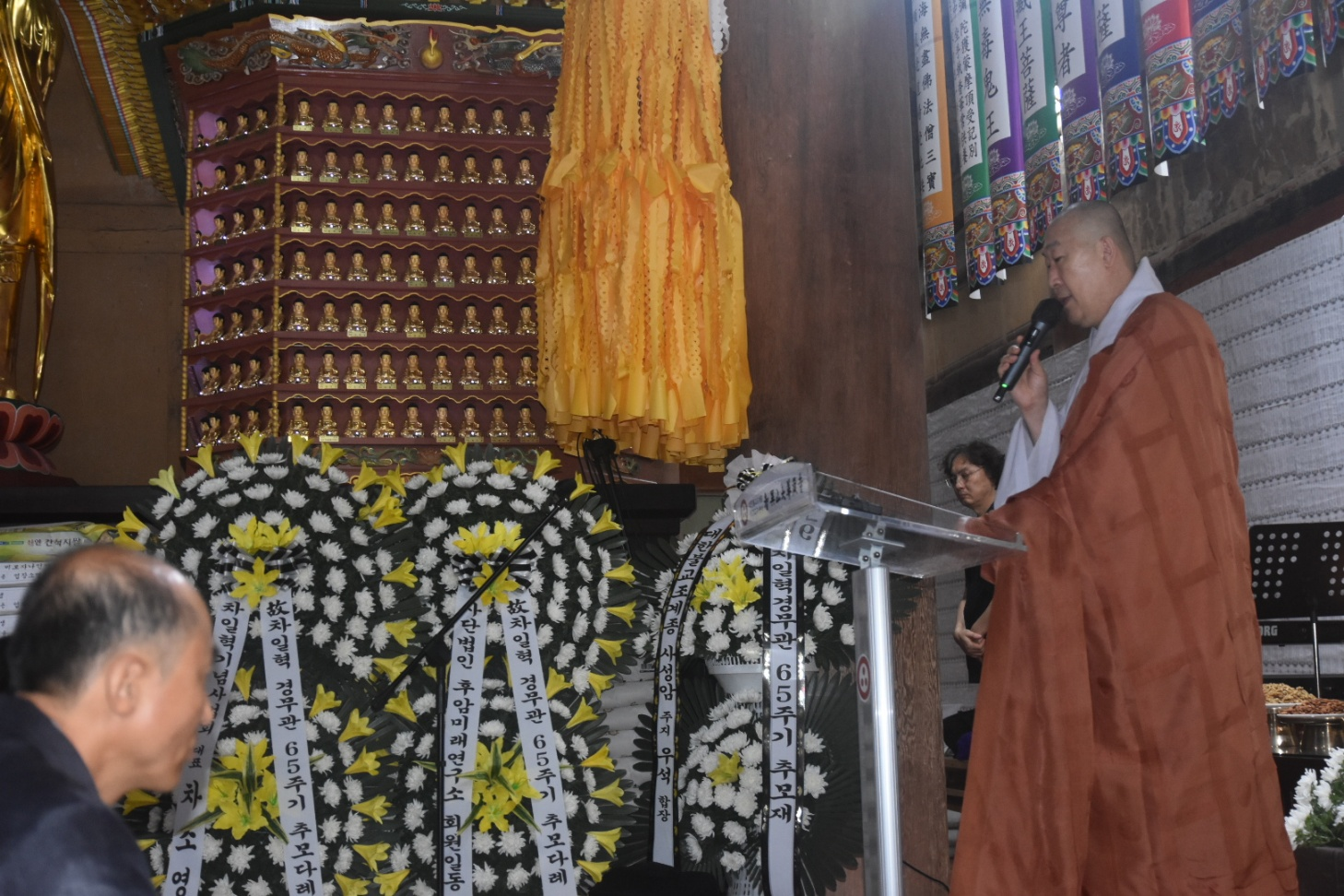
덕문 스님이 화엄사를 지켜낸 차일혁 경무관님의 문화재 사랑이 길이 전해지기를 바란다고 말하고 있다.

### 이현상과 첫 대전, 명덕리 전투(전북 장수)
1951년 7월 11일 이현상은 장수군 명덕리 출장소를 습격하고，다음 날 장계 주변에 있는 903고지, 악호산，백화산，삼봉고지를 점령하였다. 7월 13일 당시 남부군을 이끌던 이현상은 장수군 명덕리 출장소에 출몰했으며, 곧 경찰 측에 소위 정전회담을 제의하였다. 명덕리를 자신들의 권역으로 인정하면 생포한 경찰을 석방한다는 내용이었다. 7월 15일 이후 차일혁은 남부군 사령관이던 이현상과의 전투를 벌여 명덕리를 되찾아 왔다. 이로써  무주, 장수, 거창 방면의 교통로가 다시 열렸고 빨치산들에게 잡혀간 경찰관 25명과 양민 500명을 구출하였다.
8월 2일 차일혁은 철주부대 부대장이 되어 전북경찰국 철주부대장(연대장급)으로 임명받아 17대대，18대대, 36대대를 통합하여 지휘하게 되었다.  철주부대는 윤명운 경무관이 제17전투경찰대대와 제18전투경찰대대를 합친 데다 36전투경찰대대를 창설하여 함께 묶어 만든 부대이다.

### 가마골 탈환 작전
1951년 8월 15일〜9월 25일 철주부대장 차일혁(車一赫) 경감이 첫 번째 맡은 임무는 가마골 탈환 작전이었다. 가마골은 '빨치산의 모스크바'로 불릴 정도로 빨치산의 위세가 대단했다.  빨치산 관련 소설이나 기록에 단골로 등장하는 가마골은 남한 빨치산을 지휘한 남로당 정치위원 여운철이 반드시 사수해야 할 곳으로 정한 요충지였다. 가마골은 전북 빨치산의 거점일 뿐만 아니라 전국 최강 빨치산 부대가 왕성하게 활동했던 가마골 구림면은 빨치산의 영향권에 있었다. 회문산 기슭 가마골 베틀마을은 정읍과 임실로 가는 도로가 만나는 곳이어서 '베틀마을'이 누구의 수중에 있느냐에 따라서 군경 또는 빨치산의 세력을 가늠할 수 있었다.
1950년 9월 인천상륙작전 이후 방준표가 이끌던 빨치산들은 군경이 토벌작전을 펼치자 순창의 회문산 깊숙이 들어와 기간포까지 설치해 놓고 전투를 벌였다.
이런 가마골은 노령산맥의 험준한 봉우리로 둘러싸여 외곽고지를 방어하기는 쉽지만 공격은 힘들어 군경이 발조차 들여놓지 못한 지역이었다.
차일혁 부대장은 가마골을 탈환하기 위해 외곽의 고지를 포위하면서 하나씩 점령해 가는 작전 펼쳤다. 전남 부대와 17대대는 추월산, 전남 특공대장 기우대 경감이 지휘하는 부대와 36대대가 내장산, 가마골 후방인 서자봉 능선에는 순창경찰서부대가 회문산으로 가는 퇴로를 막았다. 18전투경찰대대가 빨치산의 탄막을 뚫고 고지를 점령했기 때문이다. 그 과정에서 대대장 연락병이 쓰러지는 등 많은 희생 끝에 마침내 용추봉을 탈환하게 됐다. 때맞춰 17전투경찰대대도 용두봉을 점령했다. 이 틈을 놓치지 않고 차일혁은 부대 지휘소를 재빨리 용추봉으로 옮기고, 진두지휘했다. 결과는 대성공이었다.
이 전투를 통해 차일혁 부대는 빨치산 사살 135명, 생포 95명, 총기 78정을 노획했다. 그에 비해 차일혁 부대의 피해는 전사 7명과 부상 8명이었다. 작전에 함께 동참했던 전남 경찰부대의 전과는 사살 114명, 생포 11명이었고, 피해는 전사 9명에 부상 9명이었다.
가마골 전투는 1951년 9월 1일에 창설되어 빨치산 출신 문순묵이 이끌고 일반인, 빨치산, 경찰로 구성된 보아라부대가 11월에 참여해 큰 승리를 거두기도 했다. 보아라부대는 가마골 작전에서 단 1명의 사상자 없이 무사히 귀환하였다.

### 무주에서 6지대 섬멸
1951년 말부터 1952년 초까지 군과 경찰은 군단급 규모의 ‘백야전전투사령부’를 설치하고 이현상이 소속된 남부군을 대대적으로 소탕하는 작전에 돌입하였다. 무주는 북괴의 공비 남파 루트인 태백산맥의 줄기인 육십령에 인접해 있고，경상도 충청도의 공비들이 연결되는 루트와 가까운 지역이었다. 또한  이현상의 고향인 금산과도 인접한 곳이었다. 차일혁 부대는 기존의 이현상 부대와 김일성의 지령으로 남하하는 6지대가 합류하려는 중간 지점에 자리를 잡아 이현상 직속의 57사단과 남하하는 6지대가 합류하지 못하도록 작전을 펼쳤다. 이런 작전 수행 과정은 차일혁의 『진중기록』으로  『전북일보』에 9월 18일  게재되었다. 10월 2일 6지대 유인작전으로 사살 61명, 생포 7명，미식경기 1정，소식경기 1정，따발총 2정，아카보 소총 28정, 권총 2정의 전과를 거두었다.
11월 28일 차일혁은 무주경찰서장이 되었으며, 전 무주경찰서장이었던 김두운으로부터 무주에 관한 자세한 정보를 입수하였다. 12월 백선엽 장군이 지휘하는 '백야전전투사령부'가 벌이는 지리산  빨치산 토벌 작전에 참여하였다. 조선노동당 남부지도부 정치부책 여운철을 사살했으며, 이 작전의 성공으로 차일혁과 사찰유격대장 김용식 경사，보안계 임덕준 경사가 금성화랑훈장金星花郞動章을 받았다. 당시 무주는 건물의 80%가 잿더미로 변해 있었다. 엄동설한에 주민들이 움막생활을 하자 유엔에 빨치산과 대치하기 위한 참호를 건설한다고 해 건축자재를 지원받았다. 이 자재로 차일혁은 추위에 떠는 주민들에게 가옥 1,000호를 보수하고 지어 주었다.
1952년 10월 28일  임실경찰서장이 되었다. 차일혁은 무주에서 데려온 김용식과 10명의 대원들을 합쳐 사찰유격대를 더욱 더 훈련시켰다. 11월 4일~11월 17일까지 많은 공비를 사살하거나 생포. 그중 임실군당 전공대장으로 전라선 기습을 비롯하여 차량습격을 감행한 이기붕을 생포하여 귀순시킨 뒤 이상윤 사살에 큰 도움을 받았다. 12월 8일 사적지계 작전으로 남원과 회문산에서 주민들을 괴롭혀 온 북한군 대위였던 외팔이 이상윤을 공격했으며, 이상윤은 다리에 중상을 입고 치료를 받다가 12월 25일 사망하였다.

### 이현상 생포작전
1953년 5월 15일 차일혁은 총경으로 승진함과 동시에 서남지구전투경찰대 제2연대장에 임명되었다. 서남지구전투경찰대 제2연대장 시절, 이현상 생포 작전에 돌입했으며 서남지구전투경찰대에서는 광주포로수용소에서 탈출한 반공포로 200여 명을 모아서 만든 '618부대'를 배속받아 빨치산 토벌작전을 벌였다. 차일혁은 그 이전부터 빨치산 출신으로 구성된 수색대를 운용하면서 부임지마다 데리고 다녔으며, '618'부대는 작전에 투입되었다.
8월 3일. 화개장을 포위하여 집중 공격하였으며, 이현상이 있을 만한 곳을 집중수색, 주변으로부터 중심부로 작전 범위를 좁혀, 그의 측근들을 하나둘씩 체포해 나갔다. 이현상의 호위대장이었던 송관일 사살, 전남도당 병기과장 최달만 사살, 전남도당 진위대 88부대장 이봉삼을 사살하였다.
9월 4일 경성의전 출신으로 광주에서 안과에 근무했고, 6.25발발 이후에 전남도당에서 활동 중 지리산으로 들어가 제5지구당 전속 의무관이 된 이형련을 생포하여 그가 파상풍으로 죽어갈 때 자신 피를 수혈해 주고, 부인을 만나게 하는 등 인간적으로 대하자, 이형련은 지도를 손가락으로 가리키고 이현상이 숨은 곳을 알려주고는 죽었다.
휴전협정 체결 직후에 남로당 지도부가 미국의 간첩이라는 죄명으로 숙청당하자 북한에서 남로당을 지지할 세력이 사라졌다. 1953년 8~9월 지리산에서 개최된 조선인민유격대 회의에서 김일성이 행한 남로당계 숙청을 지지하면서 이현상은 평당원으로 강등당하고 지리산 빗점골에 유폐되었다. 차일혁은 이현상이 완전히 실권을 잃고 반 감금상태에 있다는 것을 알아냈다.
9월 13일 이현상이 숨어 있을 만한 곳인 빗점골에 수색대를 매복해 있다가 9월 17일 수색대는 20시경 3〜4명으로 보이는 공비들과 조우하여 접전을 벌였다. 이때 이현상이 사살된 것으로 추정되며 618부대가 이현상의 호위병 둘을 사로잡았고, 그들이 이현상의 시신을 확인해주었다. 차일혁은 이현상의 시신을 하동의 쌍계사로 옮겼는데, 몸에서 소련 권총, 일기와 한시, 염주가 나왔다. 이현상의 시신은 서울로 옮겨져 방부 처리하여 전시되었다. 전시를 마친 이현상의 시신은 친척들이 모두 인수를 거부하자 차일혁이 주변의 반대에도 불구하고  스님을 불러 독경하고 불교식으로 화장해 자신의 철모를 벗어 이현상의 뼈를 모아 담고서는 Ml 소총으로 곱게 빻아  화개장터 근처 섬진강에 유골 가루를 뿌렸다. 이로 인해 상부로부터 질책을 받아서 부대원들에게 태극무공훈장이 3개나 수여되었지만, 차일혁은 받지 못하였다.
이현상 사살 이후 지리산의 빨치산들은 힘을 잃고 소멸해갔다. 이로써 대한민국은 1948년 여순 10 • 19사건과 6 • 25전쟁 그리고 정전협정 체결 이후에도 계속되었던 전북 등 삼남지대와 지리산 일대를 주 무대로 삼아 군경과 대치하며 후방지역을 불안에 떨게 했던 빨치산들을 완전히 토벌하고，후방 지역의 안정과 평화를 되찾게 됐다.
차일혁은 빨치산과 숱한 전투를 치렀다. 그는 가급적 귀순을 유도하여 많은 빨치산의 목숨을 살렸다. 이 싸움을 두고 차일혁은 “이 싸움은 어쩔 수 없이 하지만 후에 세월이 가면 다 밝혀질 것이다. 미국과 소련 두 강대국 사이에 끼어 벌어진 부질없는 동족상잔이었다고.”라는 글을 <전북일보>에 기고하였다.
이현상과 차일혁이 취했던 삶의 방식을 기억하고 재음미해보는 것도 중요하다. 두 사람은 폭력의 불가피성 속에서도 단순한 이념적 대립을 넘어 민족적 고통에 아파하면서 같은 민족으로서의 민족애를 발휘하였는데, 인명을 함부로 살상하지 않아 포로로 잡은 사람을 인간적으로 대우하였다. 가장 치열하게 폭력의 현장에서 대립했던 이현상과 차일혁에게는 민족적 고통을 공유하는 측면이 있었고 생명을 존중하는 민족애가 있었던 것이다. 두 사람은 다른 빨치산 지도자나 토벌대장과는 다르게 자신의 편에서도 잘못을 찾고 책임을 묻는，그래서 잘못을 단순하게 상대에게 떠넘기지 않는 성찰적 태도도 보여준다. 또한 선과 악이라는 이분법을 가지고 상대를 평가하는 데에서 벗어나 민족의 상생을 통해 하나가 될 수 있는 방법을 제시하고 있다.

## 전쟁 이후
1954년 충주경찰서 서장으로 발령을 받은 그는 충주직업소년학원을 설립하여 중학교 진학을 못하는 불우청소년들에게 학업기회를 제공하였다.
조선의용대는 팔로군과 함께 항일유격전을 펼쳤던 독립운동단체로, 지리산 인근에서 빨치산 토벌시에 공산주의자들에게 온정적이었다는 이유로 진해경찰서장으로 재직시 좌익 혐의로 조사를 받기도 하였다. 차일혁 경무관은 이후 공주경찰서장으로 좌천된 후, 1958년 금강의 곰나루에서 가족과 함께 물놀이를 하다가 38세의 나이에 타계하였다. 자살하였다는 설도 있다.
1958년 조계종 초대 종정 효봉으로부터 화엄사를 지킨 것에 대한 감사장을 수여받았다. 1998년 화엄사는 화엄사 경내에 그를 기리는 공적비를 건립하였고, 2023년부터 차일혁의 추모재를 드리고 있다.

## 사후
1990년 그의 아들은 《빨치산 토벌대장 차일혁의 수기》를 출간하였다.
2008년 문화재청에서는 빨치산의 근거지인 화엄사 등의 사찰을 불태우라는 상부의 명령을 거절하여 명찰들을 보존한 공적이 있는 차일혁 경무관에게 감사장을 추서하였다. 경찰청에서는 2011년 8월 차일혁 총경을 경무관으로 승진 추서하였다.
2008년 문화체육관광부는 '문화의 날' 기념식에서 문화에 기여한 공로를 인정하여 보관문화훈장을 서훈하였다.
2013년 6·25전쟁 60주년사업위원회와 전쟁기념관 등 관계자와 전쟁사 전공학자들로 구성된 ‘이달의 6·25전쟁영웅 선정위원회’의 심도 있는 심의와 검증을 통해 올해 ‘이달의 6․25전쟁영웅’ 12명에 선정되어 국가보훈처 9월의 달력 인물로 공식 지정되었다.
2013년 차일혁 경무관은 전쟁기념사업회에서 고려시대의 최무선 장군을 비롯한 62명의 호국인물 중 한 명으로 선정됐다. 호국의 인물에 경찰이 포함된 것은 이번이 처음이며 9월 이달의 호국인물로 선정되었다.
2013년 6·25동란 당시 화엄사, 쌍계사, 천은사 등 지리산 일대 고찰과 금산사, 백양사, 선운사 등을 전화(戰火)에서 구한 숭고한 뜻을 기려 화엄사에 故차일혁 경무관 공덕비가 제막되었다.
2014년 2월 차일혁기념사업회(대표 차길진)는 미국 알링턴 국립묘지 무명용사의 묘를 참배, 헌화하고 독립운동가 출신 전쟁영웅인 차일혁(1920~1958) 경무관의 기념패를 미국 알링턴국립묘지의 국내 전쟁 박물관에 해당하는 메모리얼홀에 입성해 그 뜻을 기린다.
2014년 9월의 호국인물로 선정된 차일혁 경무관의 추모 현양행사가 4일 전쟁기념관에서 거행됐다. 6·25전쟁에서 경찰은 육군 다음으로 많은 전사자 1만58명(경찰은 행방불명자 등을 포함 1만7,000명 추산)을 기록했는데, 전쟁기념사업회는 경찰관으로서는 처음으로 차일혁 경무관을 호국인물로 선정했다.
2015년 호국영웅 10인 중 경찰관으로서는 유일하게 선정된 차일혁 경무관은 칠보발전소를 탈환한 공적을 인정받아 대표 공적지로 정읍시가 지정돼 6월 3일 차일혁 경무관의 영원우표(永遠郵票) 발행 기념식이 열렸다.

2016년 국립대전현충원은 ‘9월의 현충인물’로 6.25전쟁에서 칠보발전소를 사수하고 지리산을 장악한 빨치산 남부군 섬멸 전투를 지휘한 차일혁 경무관을 선정하였다.
2017년 전북서부보훈지청은 10월 29일 정읍시 쌍암동 내장산 워터파크에서 호국영웅 차 경무관의 흉상 제막식을 가졌다
2019년 '한국 경찰의 혼(魂)'인  고(故) 차일혁(車一赫) 경무관의 추모 흉상이 11월 15일 전북지방경찰청 현관에 제막됐다
2022년부터 10월에는 화엄사 주최 '화엄문화제'에서 차일혁 경무관을 추모하고 있으며, 2023년 8월 10일부터는 유가족을 초대해 '차일혁 추모다례재'를 올리고 있다.

## 서훈 및 수상
- 화랑무공훈장
- 충무무공훈장
- 대통령수장
- 종군기장
- 공비토벌기장
- 2008년 문화재청 감사장
- 2008년 보관문화훈장 추서

## 가족 관계
- 조부 : 차치구 - 전봉준의 참모
- 부 : 차경석(車京石)[63] 혹은 차유선[64]
- 처 : 진복희
  - 아들 : 차길진 (車吉辰, 프로야구 넥센 히어로즈 구단주 대행, 사단법인 후암미래연구소 대표)

## 참고
- 올해 ‘이달의 6․25전쟁영웅’ 12명 선정 (아시아투데이) 2013-01-08자
- 이들이 있어 지금도 있다 (동아일보)2008-06-06자
- 문화경찰과 문화훈장 (뉴시스) 2008-10-26
- 차일혁, 국가보훈처 달력에 나온다 '6·25 전쟁영웅'  동아일보 2013-01-23
- 미국 알링턴국립묘지, 영웅 차일혁 기린다 (뉴시스) 2014-02-07 보관됨 2014-02-23 - 웨이백 머신
- 차일혁 경무관, 고맙습니다…9월의 호국인물 현양식 현장 (뉴시스) 2014-09-05 보관됨 2014-09-10 - 웨이백 머신
- 차일혁, 전쟁의 참화에서 화엄사를 구하다  역덕이슈 오늘

## 같이 보기
- 조선의용대
- 황푸군관학교
- 조선인민유격대 : 빨치산
- 이현상

## 관련 작품

### 드라마
- (1991년~1992년) MBC 대하드라마 《여명의 눈동자》 - 박상원